# Vittorio Cerruti
Vittorio Cerruti (Novara, 25 maggio 1881 – Novara, 25 aprile 1961) è stato un diplomatico italiano.

## Biografia

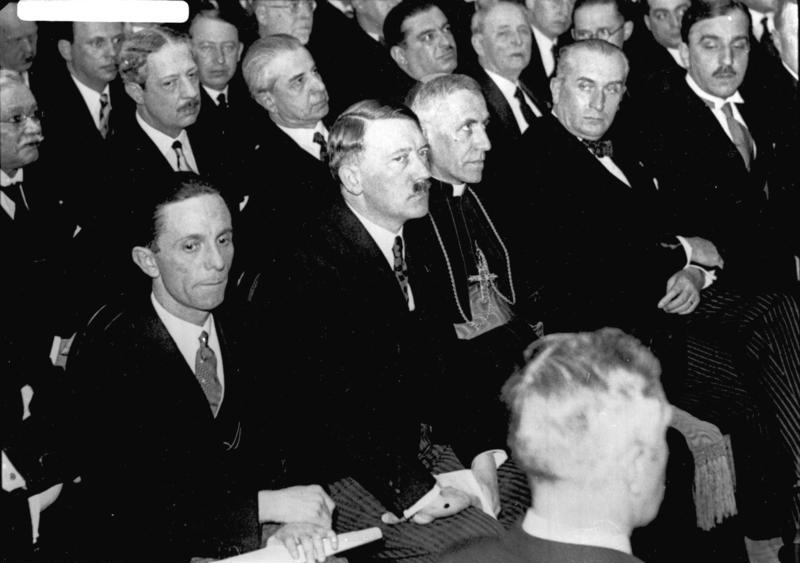
Vittorio Cerruti a sinistra del Nunzio con i pantaloni gessati con A. Hitler, J. Goebbels e C. Orsenigo, 1933.

Figlio di Carlo e Giuseppina Reciocchi, conseguì la laurea in Giurisprudenza presso l'Università di Roma nel luglio del 1903. Il padre, avvocato, fu deputato dalla XVI alla XVIII legislatura per il collegio di Novara I, nonché senatore nominato nel 1898 e fondatore della Banca Popolare di Novara nel 1871.
Nel 1904, in seguito ad esame di concorso, fu nominato addetto di legazione e il 21 agosto fu destinato a Vienna, sede guidata allora dal duca Giuseppe Avarna di Gualtieri. Nel giugno del 1907 venne nominato segretario della legazione italiana alla 2ª conferenza della pace a L'Aia, mentre nell'agosto delle stesso anno fu promosso segretario di legazione di 3ª classe, svolgendo le funzioni di segretario particolare del sottosegretario Guido Pompilj.
Nel 1908 venne destinato nuovamente a Vienna e nel febbraio del 1911 ricevette la promozione a segretario di legazione di 2ª classe, confermata poi nel mese di settembre. Nel 1913 fu promosso segretario di legazione di 1ª classe e lavorò a stretto contatto con l'ambasciatore Avarna, divenendone di fatto il principale confidente durante la trattativa con l'Austria-Ungheria nei mesi iniziali della prima guerra mondiale. Nel 1915 rientrò in Italia e fu collocato a disposizione del Ministero dove chiese di prestare servizio nella milizia territoriale, potendo contare su un'approfondita conoscenza del tedesco e dell'Austria-Ungheria. Qualche giorno dopo venne destinato presso il comando supremo dell'esercito, per poi essere trasferito al centro di informazioni del Ministero della Guerra a Buenos Aires nel maggio del 1916.
Rientrato in Italia nel marzo del 1919, Cerruti spese alcuni mesi a Budapest come commissario politico della missione militare italiana per poi essere trasferito ad agosto a Parigi dove fu incaricato di seguire la conferenza della pace. Nell'ottobre dello stesso anno ritornò a Budapest, dove svolse le funzioni di capomissione dal febbraio al settembre del 1920 e dove poté assistere sia alle prime ripercussioni dell'elaborazione del trattato del Trianon sia ai primi tentativi di penetrazione della Francia nell'Europa danubiano-balcanica. 
Gli anni successivi lo videro occupare i ruoli di agente politico e poi ministro plenipotenziario nella neonata Repubblica Democratica di Georgia tra l'ottobre del 1920 e il marzo del 1921. In quell'anno il ministro Sforza lo destinò come incaricato d'affari prima e come ministro plenipotenziario poi a Pechino, che però rimase una sede lontana dai suoi interessi professionali. 
Nel febbraio del 1927 divenne ambasciatore presso l'ambasciata in Russia, sede che lasciò nel giugno del 1930 anche a causa della crescente diffidenza del Commissariato del popolo agli Esteri nei suoi confronti. Inviato quindi in Brasile nel 1930, vi rimase per due anni prima di essere destinato all'ambasciata in Germania nel 1932, contestualmente al vasto movimento diplomatico effettuato da Mussolini in occasione del suo ritorno al ministero degli Esteri. Tale nomina costituì un riconoscimento dell'accurata conoscenza di Cerruti del mondo tedesco e centroeuropeo e gli permise di svolgere un ruolo centrale nel mutevole contesto nato dallo sviluppo del nazional-socialismo. In quegli anni, infatti, Cerruti partecipò attivamente alla trattativa per il patto a quattro del 1933 e a quella per il disarmo e si pronunciò anche contro il proclama sugli ebrei in un colloquio con Hitler nel 1933, nonché espresse preoccupazione per le minacce all'indipendenza austriaca. 
Il trasferimento in Francia nel 1935 potrebbe essere attribuito a pressioni giunte direttamente da Hitler o forse ai difficili rapporti con Giuseppe Renzetti. Questi era formalmente il presidente della Camera di commercio di Berlino, ma che di fatto era incaricato del mantenimento dei rapporti con il partito nazionalsocialista, cui egli stesso aderì e dove intratteneva rapporti personali con diversi gerarchi, tra cui Göring. Nell'ottica di avviare una fase di distensione nei confronti della Germania alla vigilia dell'avventura etiope, Mussolini avrebbe dunque preferito sostituire il suo rappresentante a Berlino, destinandolo invece a Parigi. In tale sede, Cerruti si adoperò per il contenimento delle sanzioni che fecero seguito alla conquista dell'Etiopia, ma la sua insistenza per il mantenimento di un atteggiamento flessibile lo pose in contrasto con l'opinione del ministro Ciano. 
Richiamato in Italia nell'ottobre del 1937 per consultazioni, non fu più inviato in sede. Data l'impossibilità di assegnarlo a un'ambasciata adeguata al suo grado a causa delle sue note opinioni sul Reich, il 16 giugno del 1938 fu collocato a riposo "per ragioni di servizio" con il grado di Ambasciatore.
All'indomani della seconda guerra mondiale, Cerruti entrò nel consiglio d'amministrazione di diverse società, tra cui le Assicurazioni generali e la Società romana di elettricità, oltre ad assumere la presidenza della Banca Popolare di Novara fondata dal padre. 

## Opere
Gli scritti di Cerruti, tutti di ricordi, comprendono i seguenti testi: 
- Vent'anni dopo Serajevo, in Nuova Antologia, 1º luglio 1934, pp. 24-34.
- Ricordi di una missione nel Caucaso, in Nuova Antologia, 1º novembre 1942, pp. 15-25.
- Mussolini e gli Ebrei, in La Nuova Stampa, 12 settembre 1945.
- Collaborazione internazionale e ragioni dell'insuccesso della Società delle Nazioni, in Rivista di studi politici internazionali, XIII (1946), 1-2, pp. 50-73.
- Perché Hitler aiutò il Negus, in Il Tempo, 20 aprile 1959.

Prefazioni delle seguenti opere:
- Cerruti, Elisabetta, Impressioni sopra arte, fede, uomini e cose, Novara, 1961.
- Avarna di Gualtieri, Carlo (a cura di), Il carteggio Avarna-Bollati (luglio 1914 - maggio 1915), Napoli, 1953.